# Войтахи
Войтахи (пол. Wojtachy) — село в Польщі, у гміні Корицин Сокульського повіту Підляського воєводства.
Населення — 49 осіб (2011).
У 1975—1998 роках село належало до Білостоцького воєводства.

## Демографія
Демографічна структура станом на 31 березня 2011 року:
|          | Загалом | Допрацездатний вік | Працездатний вік | Постпрацездатний вік |
| -------- | ------- | ------------------ | ---------------- | -------------------- |
| Чоловіки | 27      | 7                  | 17               | 3                    |
| Жінки    | 22      | 4                  | 13               | 5                    |
| Разом    | 49      | 11                 | 30               | 8                    |